# نوفوكوزنتسك
نوفوكوزنتسك (بالروسية: Новокузнецк) هي إحدى مدن روسيا في مقاطعة كيمروفسكايا.

## المناخ
يظهر الجدول التالي التغييرات المناخية على مدار السنة لنوفوكوزنتسك:
| البيانات المناخية لـنوفوكوزنتسك   | البيانات المناخية لـنوفوكوزنتسك | البيانات المناخية لـنوفوكوزنتسك | البيانات المناخية لـنوفوكوزنتسك | البيانات المناخية لـنوفوكوزنتسك | البيانات المناخية لـنوفوكوزنتسك | البيانات المناخية لـنوفوكوزنتسك | البيانات المناخية لـنوفوكوزنتسك | البيانات المناخية لـنوفوكوزنتسك | البيانات المناخية لـنوفوكوزنتسك | البيانات المناخية لـنوفوكوزنتسك | البيانات المناخية لـنوفوكوزنتسك | البيانات المناخية لـنوفوكوزنتسك | البيانات المناخية لـنوفوكوزنتسك |
| الشهر                             | يناير                           | فبراير                          | مارس                            | أبريل                           | مايو                            | يونيو                           | يوليو                           | أغسطس                           | سبتمبر                          | أكتوبر                          | نوفمبر                          | ديسمبر                          | المعدل السنوي                   |
| --------------------------------- | ------------------------------- | ------------------------------- | ------------------------------- | ------------------------------- | ------------------------------- | ------------------------------- | ------------------------------- | ------------------------------- | ------------------------------- | ------------------------------- | ------------------------------- | ------------------------------- | ------------------------------- |
| الدرجة القصوى °م (°ف)             | 4.2 (39.6)                      | 7.9 (46.2)                      | 18.3 (64.9)                     | 28.6 (83.5)                     | 34.8 (94.6)                     | 35.0 (95.0)                     | 36.0 (96.8)                     | 35.9 (96.6)                     | 31.0 (87.8)                     | 24.9 (76.8)                     | 17.4 (63.3)                     | 7.3 (45.1)                      | 36.0 (96.8)                     |
| متوسط درجة الحرارة الكبرى °م (°ف) | −6.4 (20.5)                     | −6.3 (20.7)                     | .6 (33.1)                       | 12.0 (53.6)                     | 20.2 (68.4)                     | 24.5 (76.1)                     | 25.2 (77.4)                     | 24.3 (75.7)                     | 18.1 (64.6)                     | 9.6 (49.3)                      | .4 (32.7)                       | −5.3 (22.5)                     | 9.8 (49.6)                      |
| المتوسط اليومي °م (°ف)            | −15.2 (4.6)                     | −13.1 (8.4)                     | −6.0 (21.2)                     | 2.9 (37.2)                      | 11.5 (52.7)                     | 16.4 (61.5)                     | 18.9 (66.0)                     | 16.3 (61.3)                     | 9.9 (49.8)                      | 2.9 (37.2)                      | −6.7 (19.9)                     | −13.2 (8.2)                     | 2.1 (35.8)                      |
| متوسط درجة الحرارة الصغرى °م (°ف) | −13.1 (8.4)                     | −14.1 (6.6)                     | −7.9 (17.8)                     | 1.1 (34.0)                      | 7.4 (45.3)                      | 12.4 (54.3)                     | 14.5 (58.1)                     | 12.5 (54.5)                     | 7.7 (45.9)                      | −1.9 (28.6)                     | −4.9 (23.2)                     | −11.4 (11.5)                    | .5 (32.9)                       |
| أدنى درجة حرارة °م (°ف)           | −47.7 (−53.9)                   | −42.2 (−44.0)                   | −33.9 (−29.0)                   | −26.1 (−15.0)                   | −8.9 (16.0)                     | −1.4 (29.5)                     | 2.2 (36.0)                      | 0.2 (32.4)                      | −6.7 (19.9)                     | −23.0 (−9.4)                    | −37.7 (−35.9)                   | −40.0 (−40.0)                   | −47.7 (−53.9)                   |
| الهطول مم (إنش)                   | 4.4 (0.17)                      | 4.5 (0.18)                      | 8.9 (0.35)                      | 20 (0.8)                        | 38 (1.5)                        | 72.9 (2.87)                     | 83 (3.3)                        | 69 (2.7)                        | 39 (1.5)                        | 22.2 (0.87)                     | 10.5 (0.41)                     | 4.5 (0.18)                      | 376.9 (14.83)                   |
| متوسط الأيام الممطرة              | .4                              | 0                               | 2                               | 9                               | 15                              | 16                              | 16                              | 15                              | 14                              | 11                              | 4                               | 1                               | 103                             |
| متوسط الأيام المثلجة              | 20                              | 18                              | 15                              | 11                              | 3                               | .1                              | 0                               | 0                               | 1                               | 11                              | 19                              | 23                              | 121                             |
| متوسط الرطوبة النسبية (%)         | 81                              | 78                              | 74                              | 66                              | 60                              | 68                              | 73                              | 75                              | 75                              | 77                              | 82                              | 82                              | 74                              |
| المصدر: Pogoda.ru.net             |                                 |                                 |                                 |                                 |                                 |                                 |                                 |                                 |                                 |                                 |                                 |                                 |                                 |

## توأمة
لنوفوكوزنتسك اتفاقيات توأمة مع كل من:
- زاباروجيا
- بيتسبرغ
- حيفا
- نيجني تاجيل

## أعلام
- كونستانيتن أسييف
- نيكيتا مورغونوف
- آنا ليتفينوفا
- جاطا كامسكي
- أندري فيتيسوف